# Museu d'Art Professional en Miniatura Henryk Jan Dominiak de Tychy

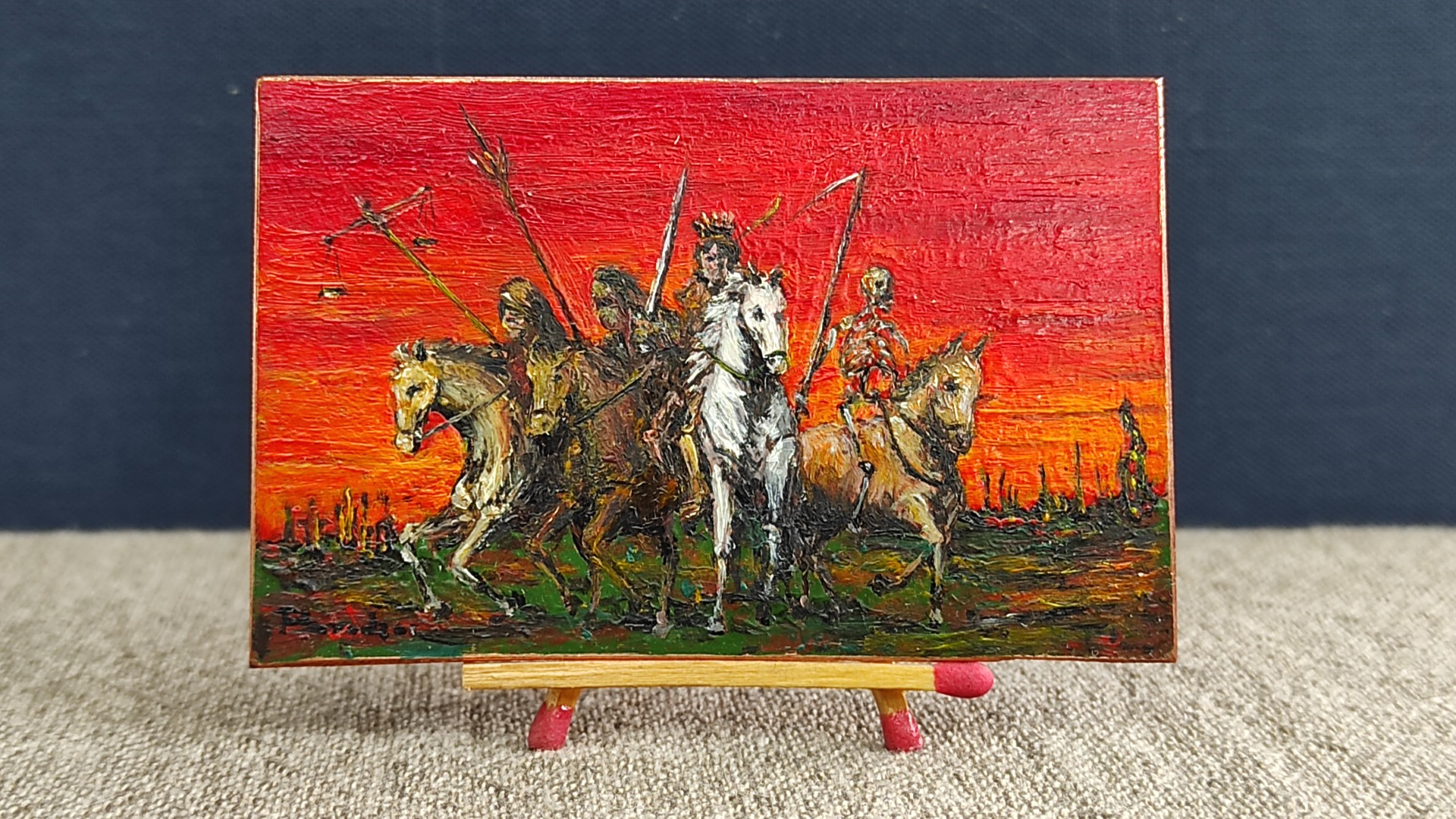
Quatre genets de l'Apocalipsi en miniatura, són al·legories de la fam, la guerrala, la plague i la mort. És una pintura per Paweł Brodzisz a l'oli i resines alquídiques sobre el coure, mida 5,0 (Alçada) × 7,7 (Amplada) cm, per encàrrec de el Museu.

El Museu d'Art Professional en Miniatura Henryk Jan Dominiak de Tychy (en polonès: Muzeum Miniaturowej Sztuki Profesjonalnej Henryk Jan Dominiak w Tychach), és un museu d'art que agrupa totes les arts (les pintures, les impressions, dibuix, les escultures i les ceràmics). És un dels museus més petit del món per raó de superfície (6.15 metres quadrats).

## Activitat museística
El museu és un cos públic subordinat i control pel Ministeri de Cultura i Patrimoni Nacional (Polònia).
El director del museu és Henryk Jan Dominiak des del 2013.
Al públic, és un museu accessible a partir del 16 d'abril de 2013.
És un dels museus més interessant de la zona cultural de la regió de Silèsia, al sud de Polònia.
Entre el 2013 i el 2024 una compta institució de 1010 les obres d'art (a partir del 3 de gener de 2025).

## Les exposicions d'Art
És una de les institucions poloneses al servei de la societat que investiga, recull, conserva, descriu i exposa, de principalment miniatura, el patrimoni material internacional (obres d'artistes del Brasil, Hongria, Ucraïna, Suècia i Polònia).

### Una exposició permanent

#### L'art de les miniatures
Obres de diferents temàtiques fetes. Els retrats de mida reduïda amb les il·lustracions realitzades manualment. Estan exposades en vitrines.
- Una col·lecció de pintures de cavallet

Per oposició a de cavallet d'un artista, quin els es construïxen habitualment de fusta, els utilitzats al Museu els es construïxen sempre de mistos i solia o per a exhibir miniatures sumptuaris.

##### L'art del la imatges
Exposició constant d'art que agrupa totes les obres d'art (les pintures, les dibuix o els les impressions, etc.), com altres departamentals el Museu, és una dels departamentals més interessant de la zona cultural.

###### El temes batalles
- La Batalla de Cedynia

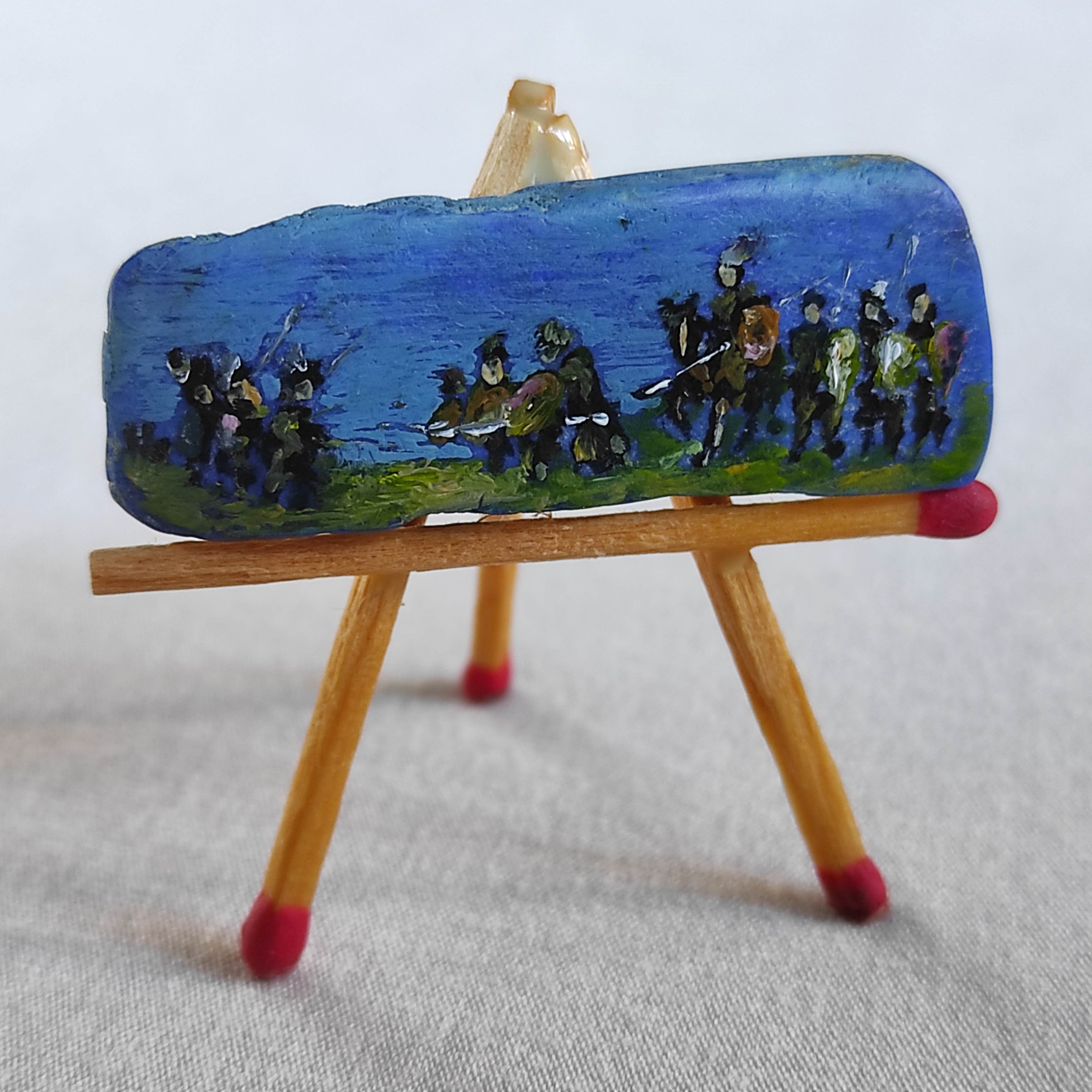
La batalla de Cedynia (en polonès: Bitwa pod Cedynią)
42 x 15 mm

La Batalla de Cedynia, és una pintura a l'oli, Per encàrrec de el Museu.
El pintat completat per Paweł Brodzisz de Łęczna a el lapislàtzuli (és una gemma molt apreciada en joieria).
És una representació d'una escena de batalla de Cedynia. Un quadre pintat, va ser la batalla que va causar baixes la alemanya, dirigit per Hodo Graf La Marca Soraba.
Fill del semillegendari Siemomysł, Mieszko I (assegut en un cavall negre), és un el primer duc Piast històricament conegut del polans, que derrotar el comte Hodo en la Batalla de Cedynia el 24 de juny de 972.
El segon germans Mieszko, nomenat Czcibor, va ajudar a el va ajudar a derrotar el comte en la batalla, que va ser l'únic episodi important de la invasió de Hodon de Pomerània Occidental.
Va romandre la batalla en el seu quadre artístic realitzades per l'ús del Museu.
Es conserva la Crònica d'Thietmar de Merseburg (1012-1018) en què informa sobre aquesta batalla.
- El Miracle al Vístula

El Miracle al Vístula (en polonès: Cud nad Wisłą)
44 x 22 mm

El Miracle al Vístula, és un pintat acrílica per Anna Januszewicz-Pitlok per encàrrec de el Museu. Un quadre pintat - realitzades agulla de cosir a la pedra la zoisita (anyolita amb robins) és un mineral del grup dels silicats. El Miracle al Vístula és un pintat, d'una escena de batalla més petit del món per raó de superfície (44 x 22 mm, total de dimensió 968 mil·límetre quadrats).

###### El temes retrats
- La figures principals del romanticisme polonès

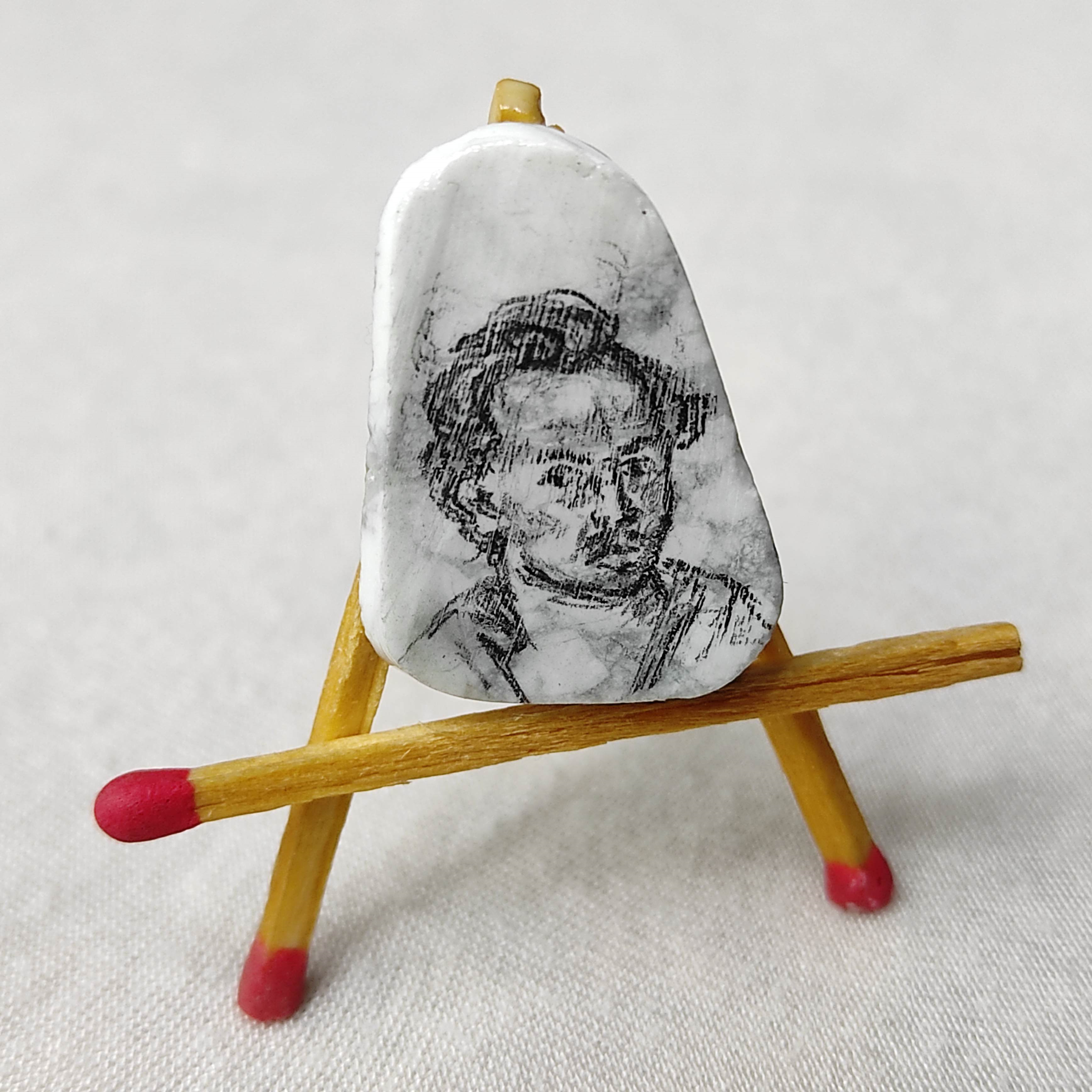
Juliusz Słowacki
19 x 27 mm

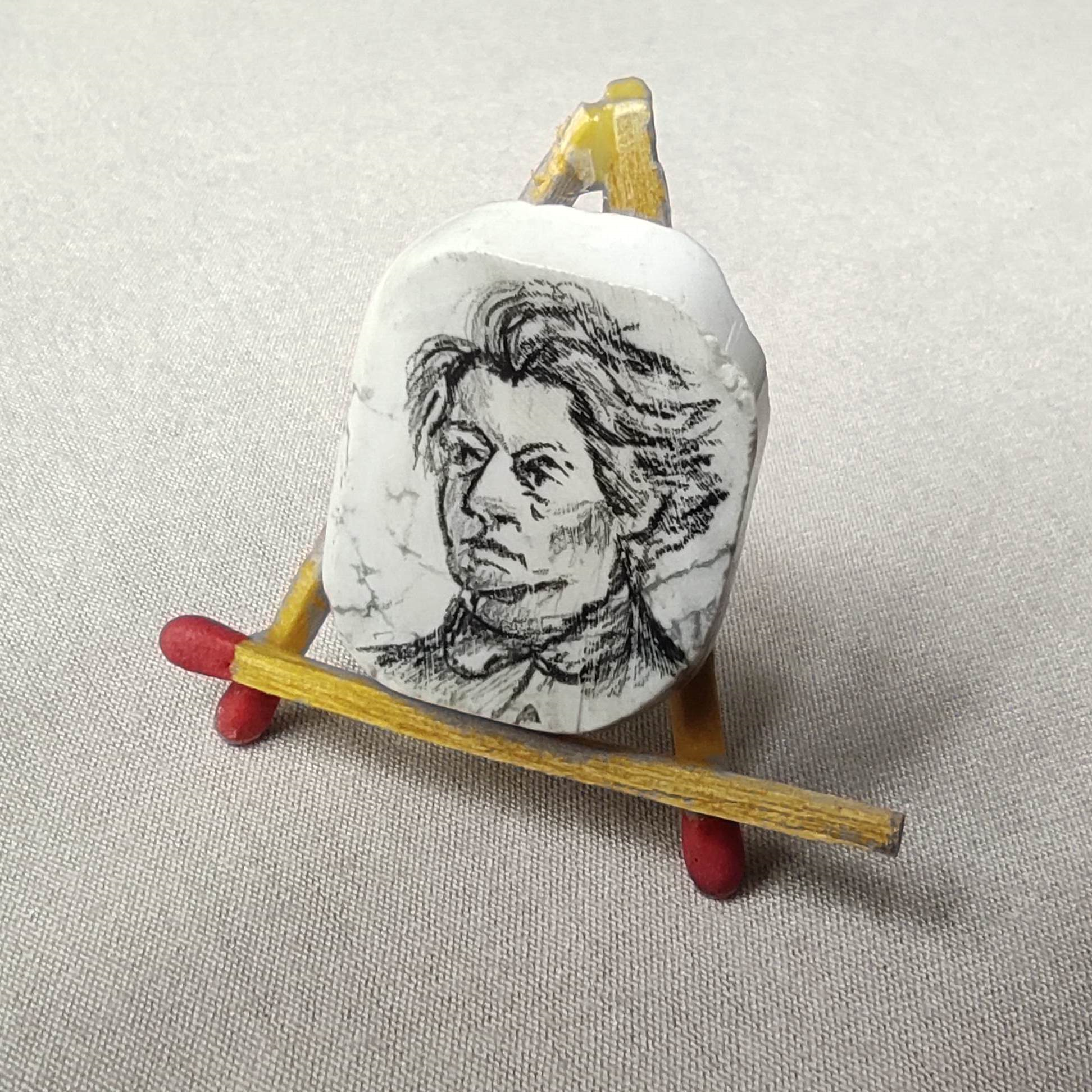
Adam Mickiewicz
22 x 28 mm

El 2022 com l'Any del Romanticisme polonès fou la designació donada l'any 17 de novembre de 2021 per El Sejm, del parlament polonès a la commemoració del bicentenari del naixement de Romanticisme polonès. Moviment artístic el romanticisme, és una manera de sentir i concebre la natura la vida i l'ésser humà mateix.
En cada país on es desenvolupa sorgeixen diferents tendències.
A Polònia, les aportacions fonamentals del romanticisme van tenir lloc en els camps de la literatura (Adam Mickiewicz, Juliusz Słowacki, Zygmunt Krasiński i Cyprian Norwid), la música (Fryderyk Chopin i Stanisław Moniuszko) i la pintura (Piotr Michałowski i Jan Matejko).
La sèrie «El 2022 com l'Any del Romanticisme polonès» es van celebrar a el museu a partir de l'any de l'1 de gener al 31 de desembre de 2022 i és organitzades per la institució encara dins de l'exposició permanent.
Les miniatures, sent el Museu, que il·lustren els la figures principals del romanticisme polonès consisteixen en petites dibuixos de figures o com ara les retrat, etc. Els personatges estan caracteritzats de manera particular, tenen faccions similars i són expressius. És un el llapis de grafit sobre el mineral la howlita.
Juliusz Słowacki, fill d'un professor universitari. Fou un poeta polonès, dramaturg i epistològraf, considerat un dels escriptors més versàtils i fonamental del romanticisme. Ell, Adam Mickiewicz i Zygmunt Krasiński, és un dels Tres bards de Polònia (en polonès: Trzej Wieszcze).
Adam Mickiewicz, brillant dramaturg romàntic, ha estat anàleg a Polònia i Europa amb Goethe i Byron. Format part de la Confederació de Polònia i lituània, al llarg de la seva vida va lluitar per la independència de Polònia respecte de Rússia.

###### El temes litúrgics
- Estacions del Via Crucis

D'una manera del Via Crucis es artístics temes litúrgics. És un pràctica museística, que fruit del context cultural i la diversificació de les instal·lacions, en aquest l'adquisició d'un valuós patrimoni artístic.
No obstant això, no hem d'oblidar els miniatures sumptuaris del Via Crucis se'ls anomena estacions i tradicionalment són les 14 presentat a continuació. Sobre el paper són dibuixat ens tinta negre va ser creat, pel artista gràfic, pintor i dibuixant polonès Wojciech Łuka.
Les estacions del Via Crucis són un complex artístic tradicionalment es recorda els moments de la vida de Jesús de Natzaret des que va ser fet presoner fins a la seva crucifixió i sepultura. Se situa de el Museu actualment són equivalents per expressar grans les dificultats a la vida.

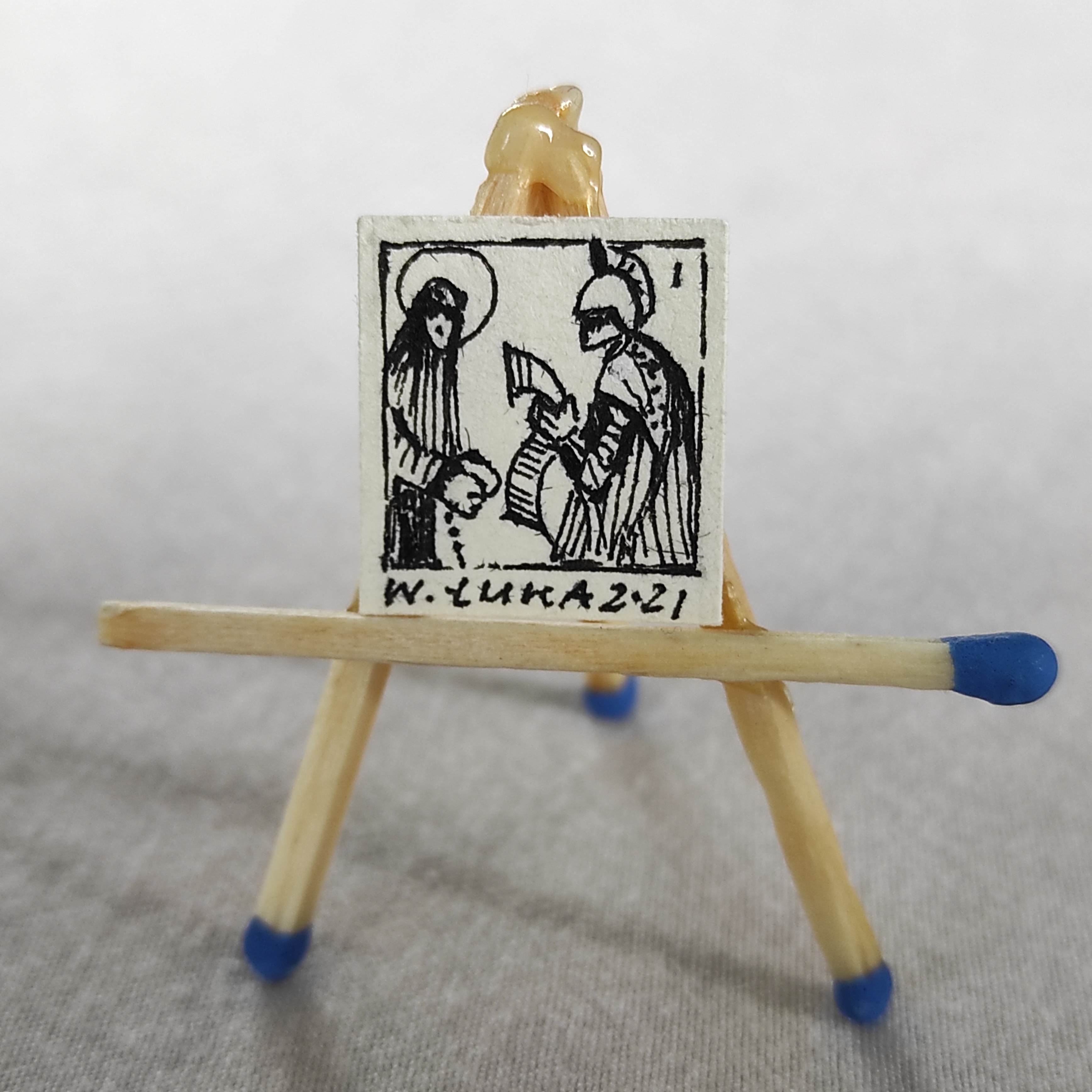
Primera estació 15 x 15 mm
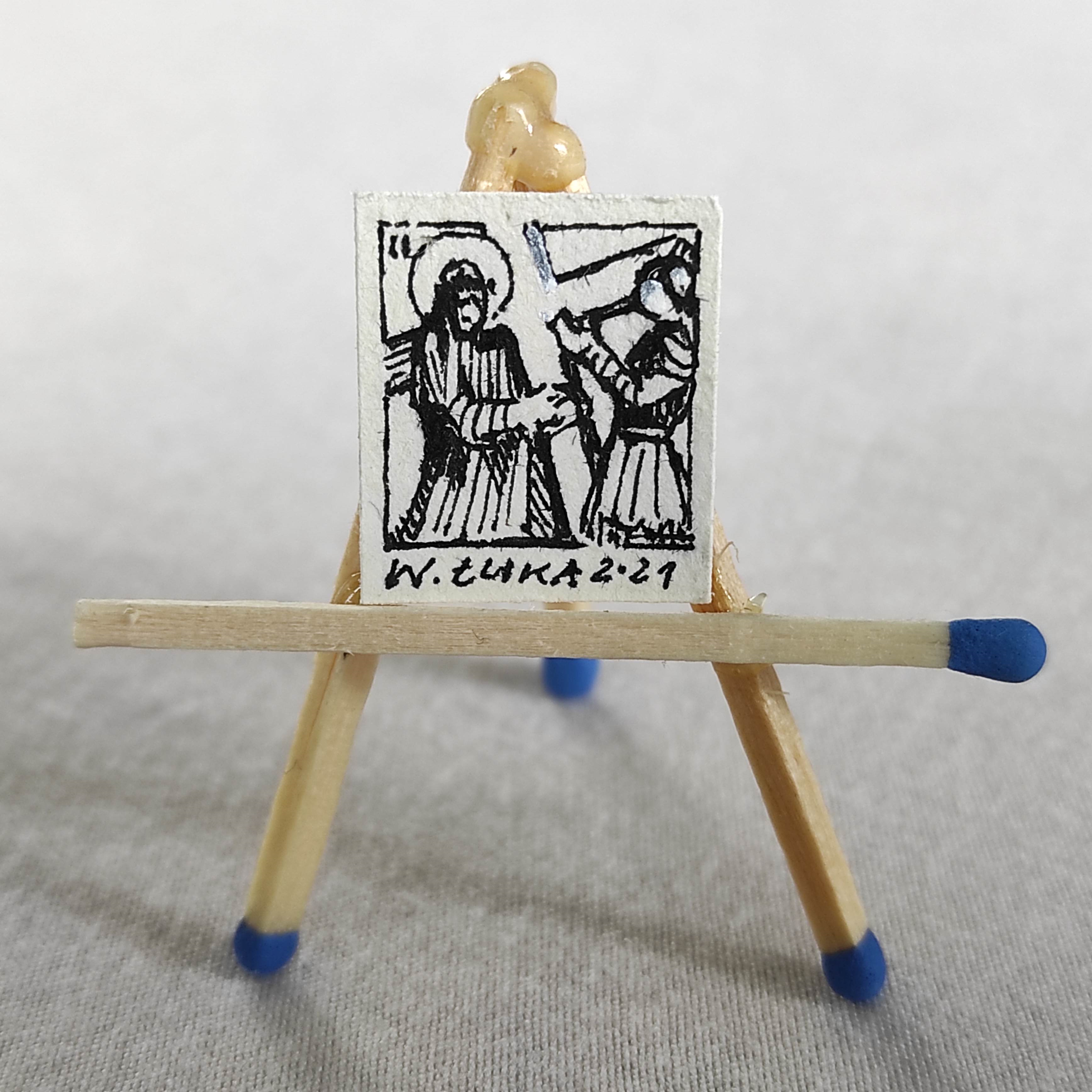
Segona estació 15 x 15 mm
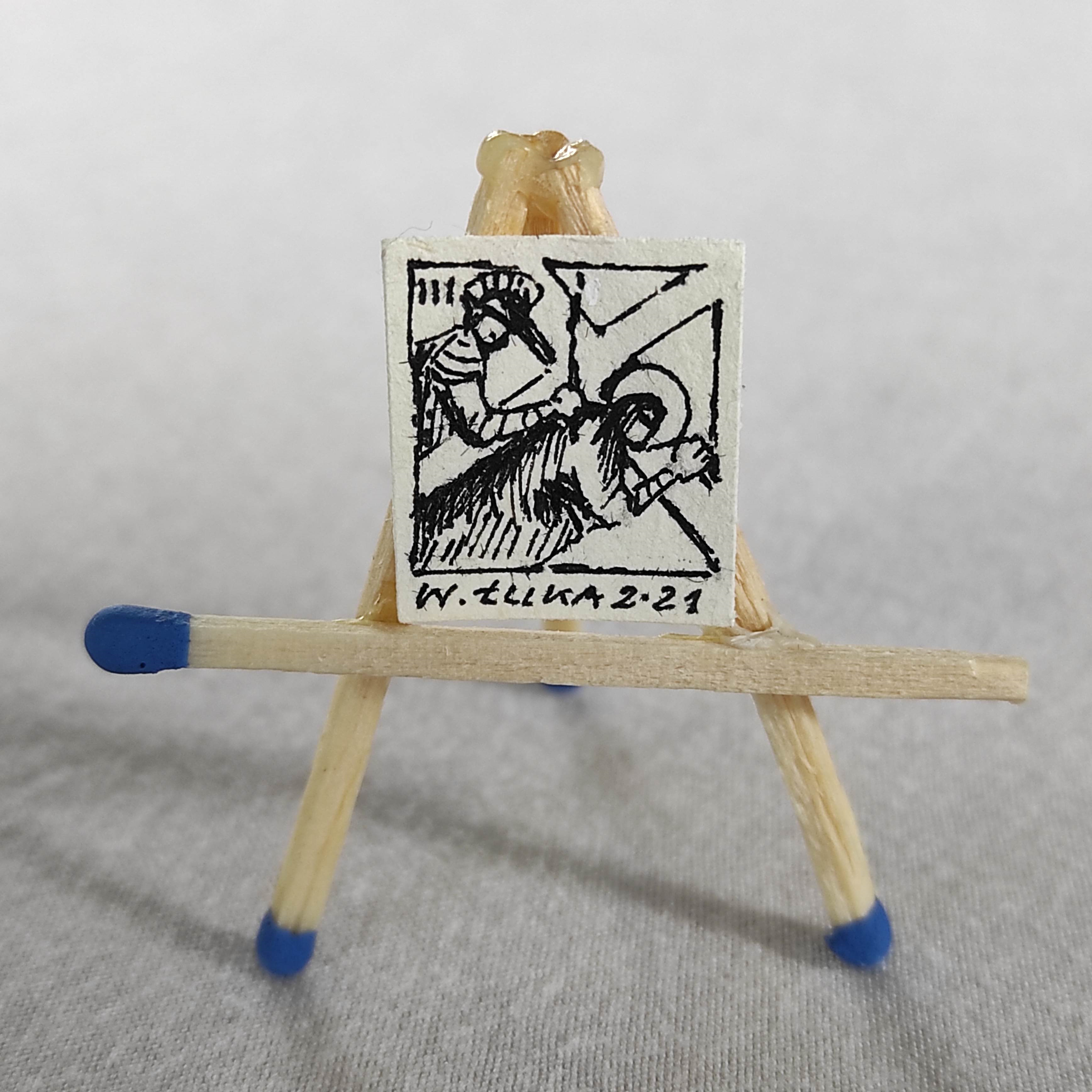
Tercera estació 15 x 15 mm
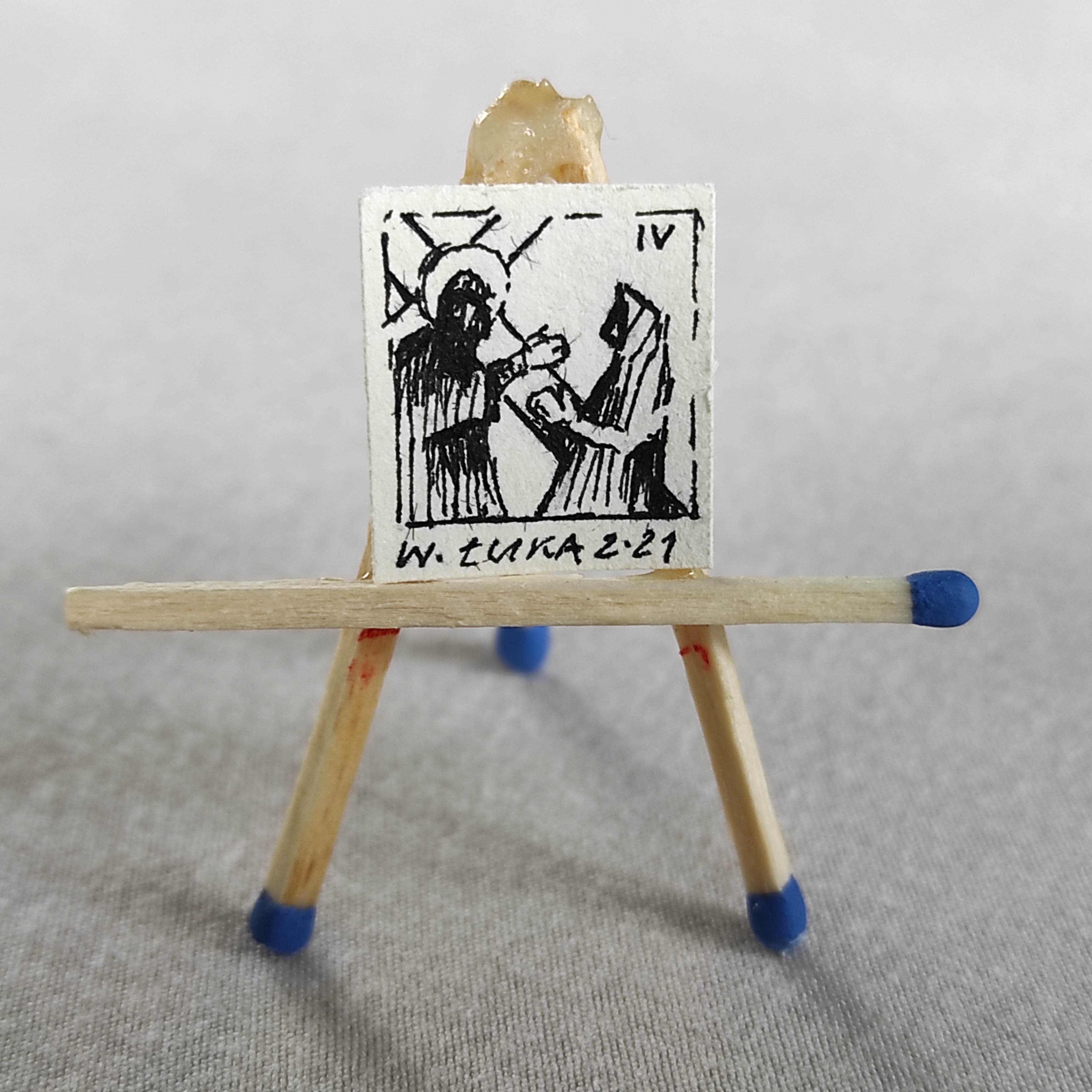
Quarta estació 15 x 15 mm
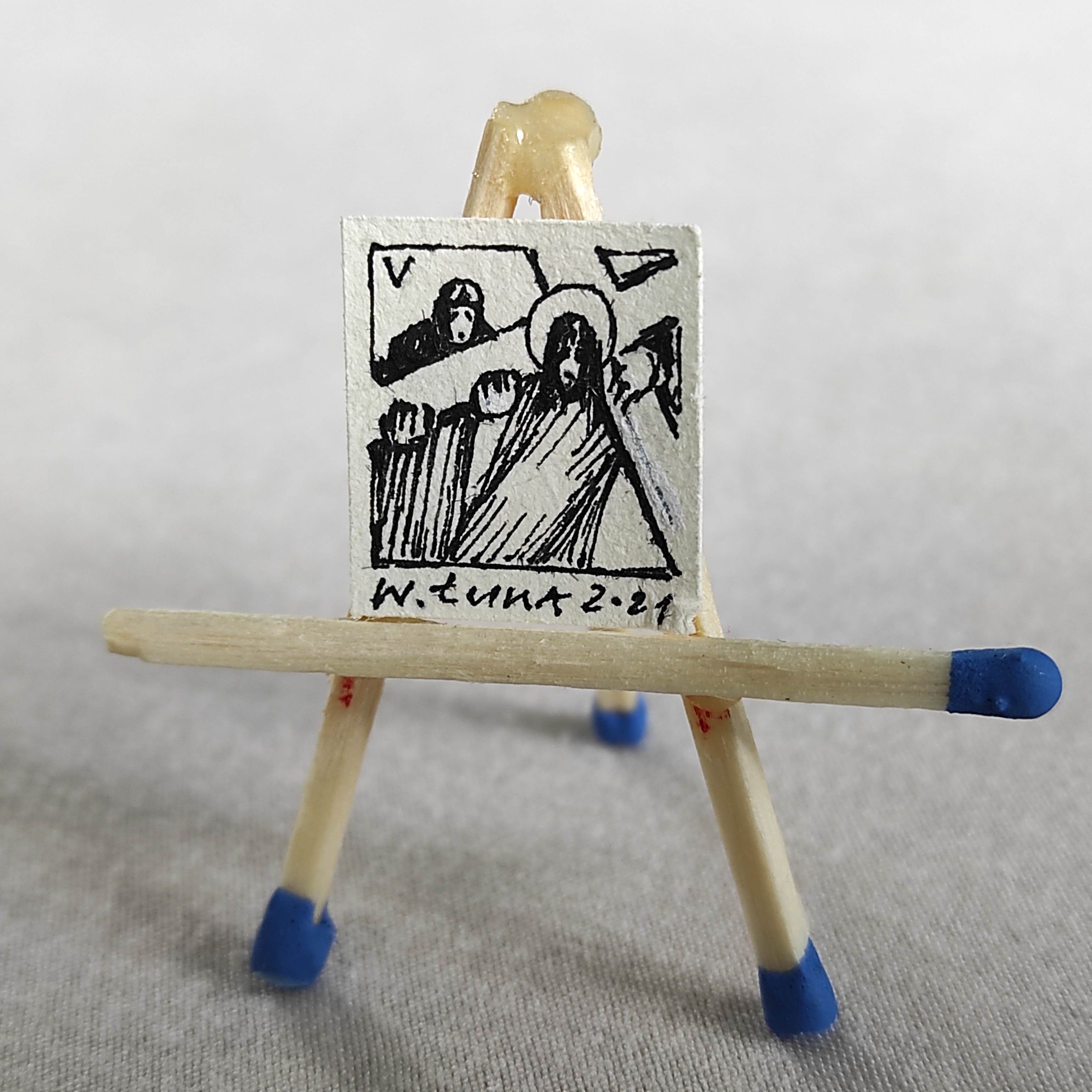
Cinquena estació 15 x 15 mm
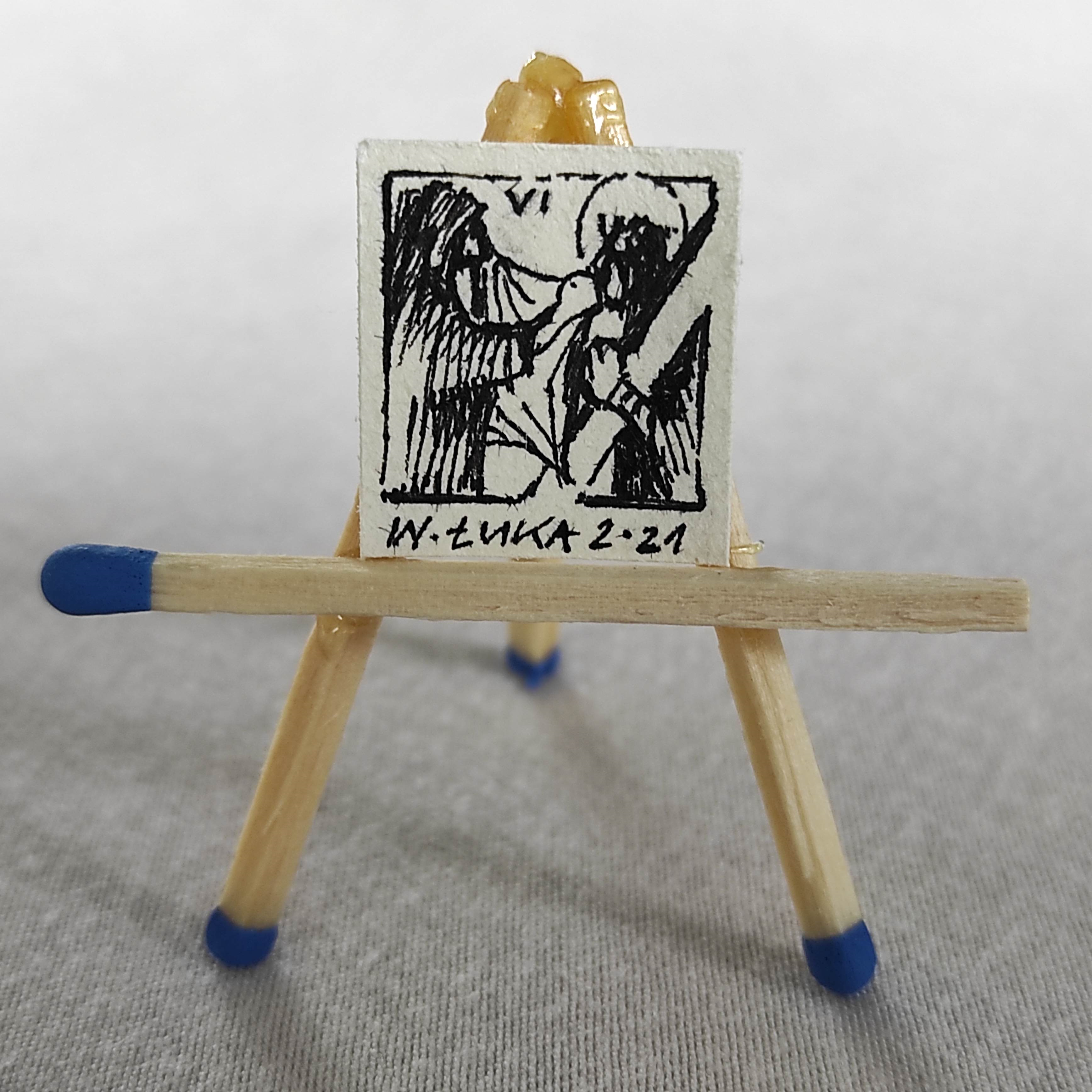
Sisena estació 15 x 15 mm
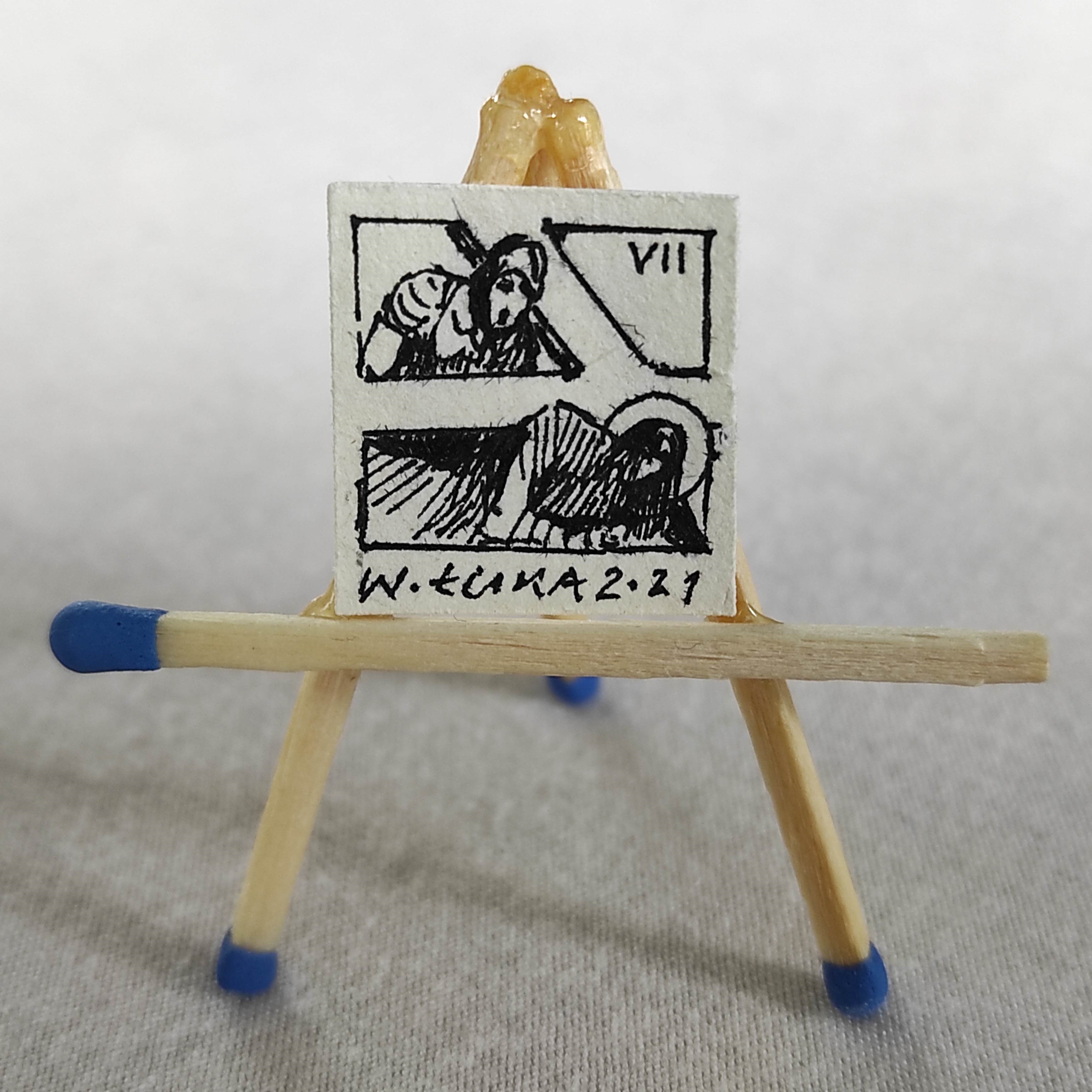
Setena estació 15 x 15 mm
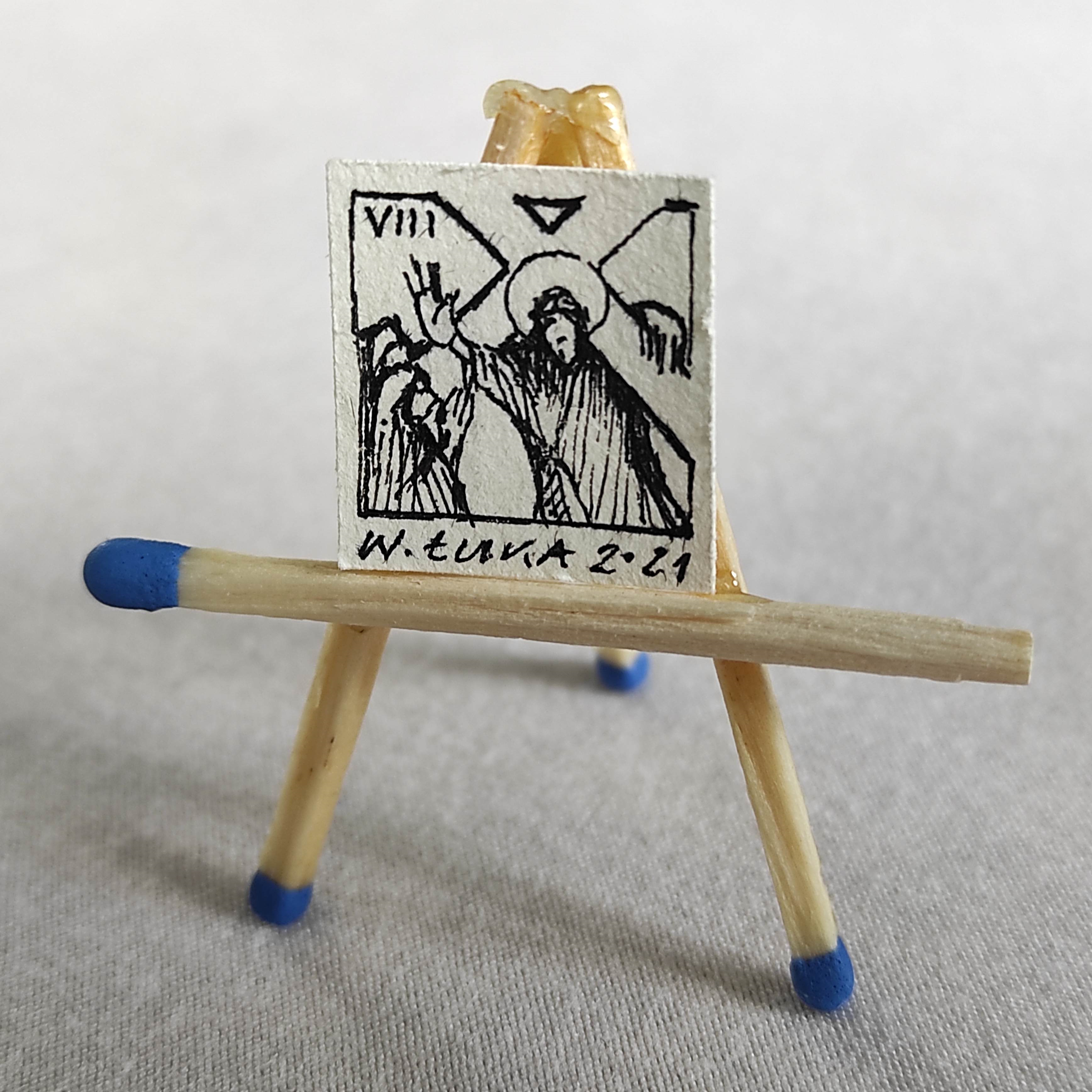
Vuitena estació 15 x 15 mm
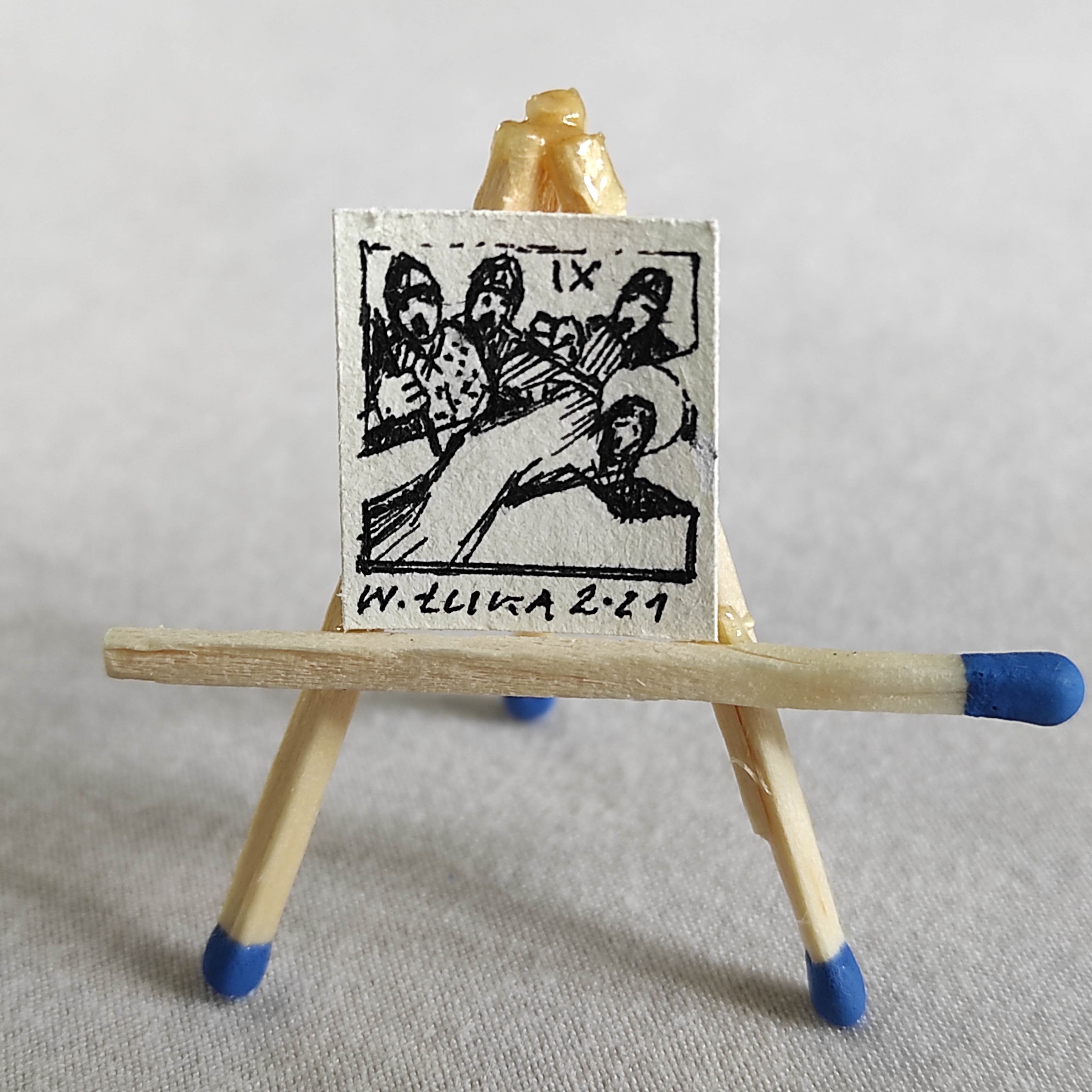
Novena estació 15 x 15 mm
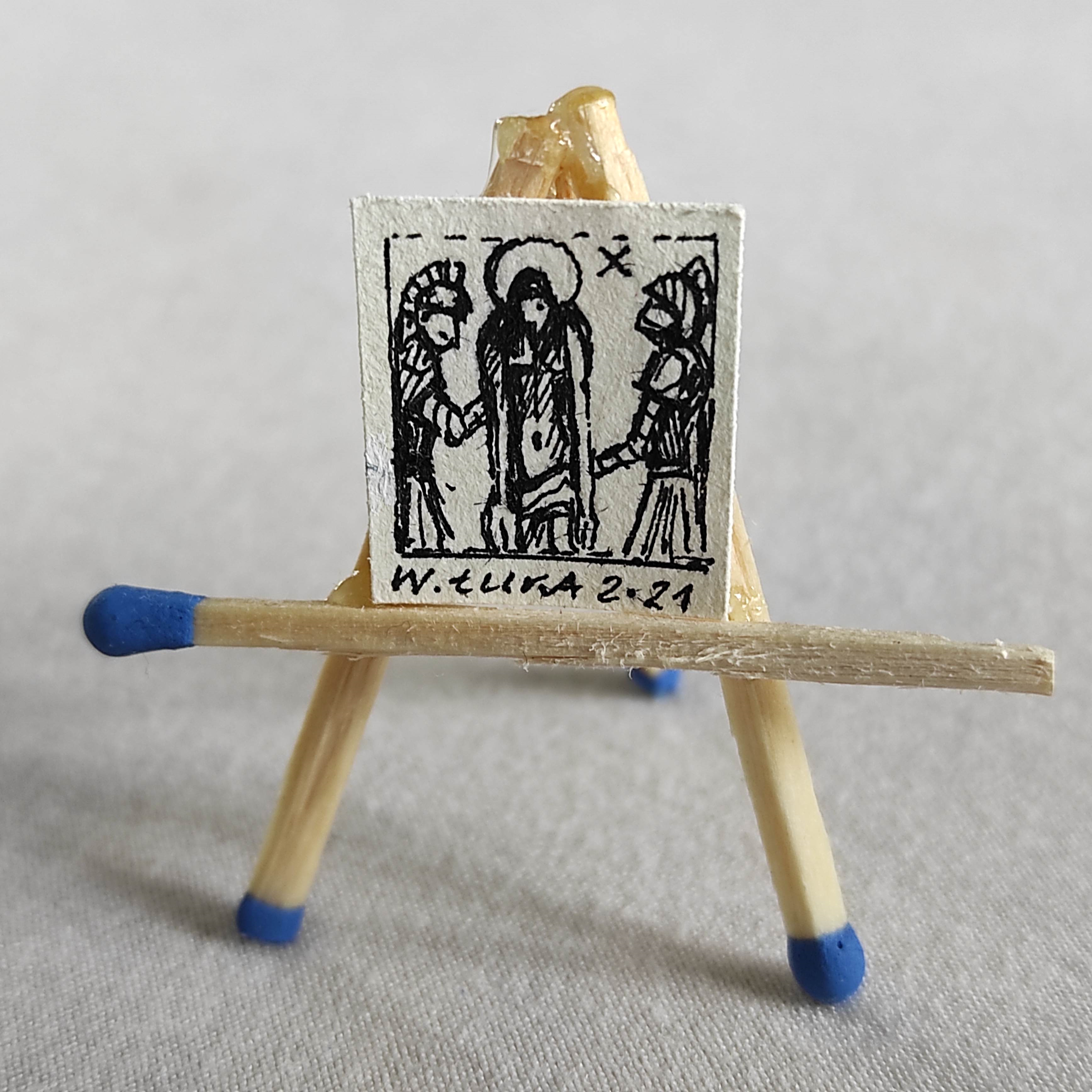
Desena estació 15 x 15 mm
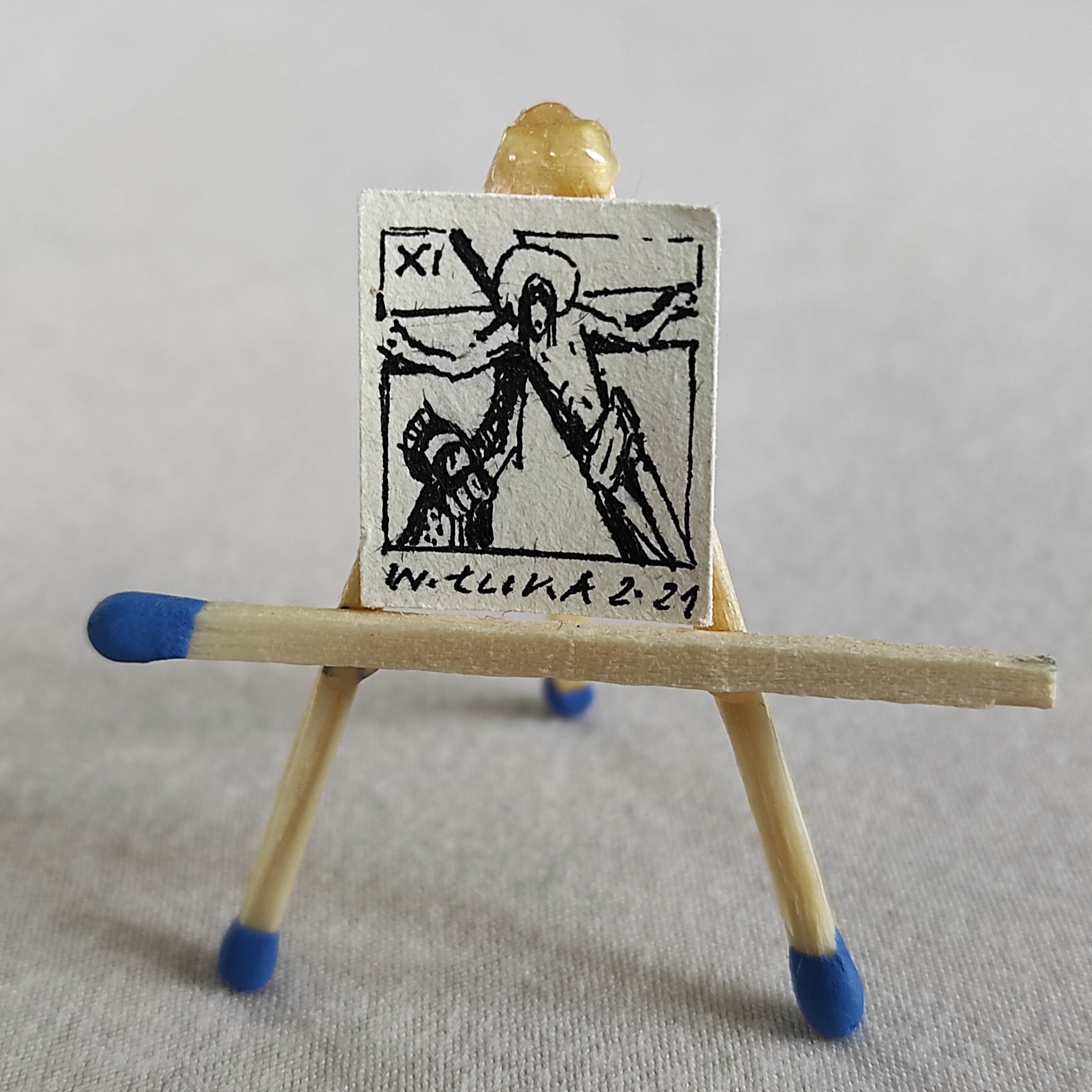
Onzena estació 15 x 15 mm
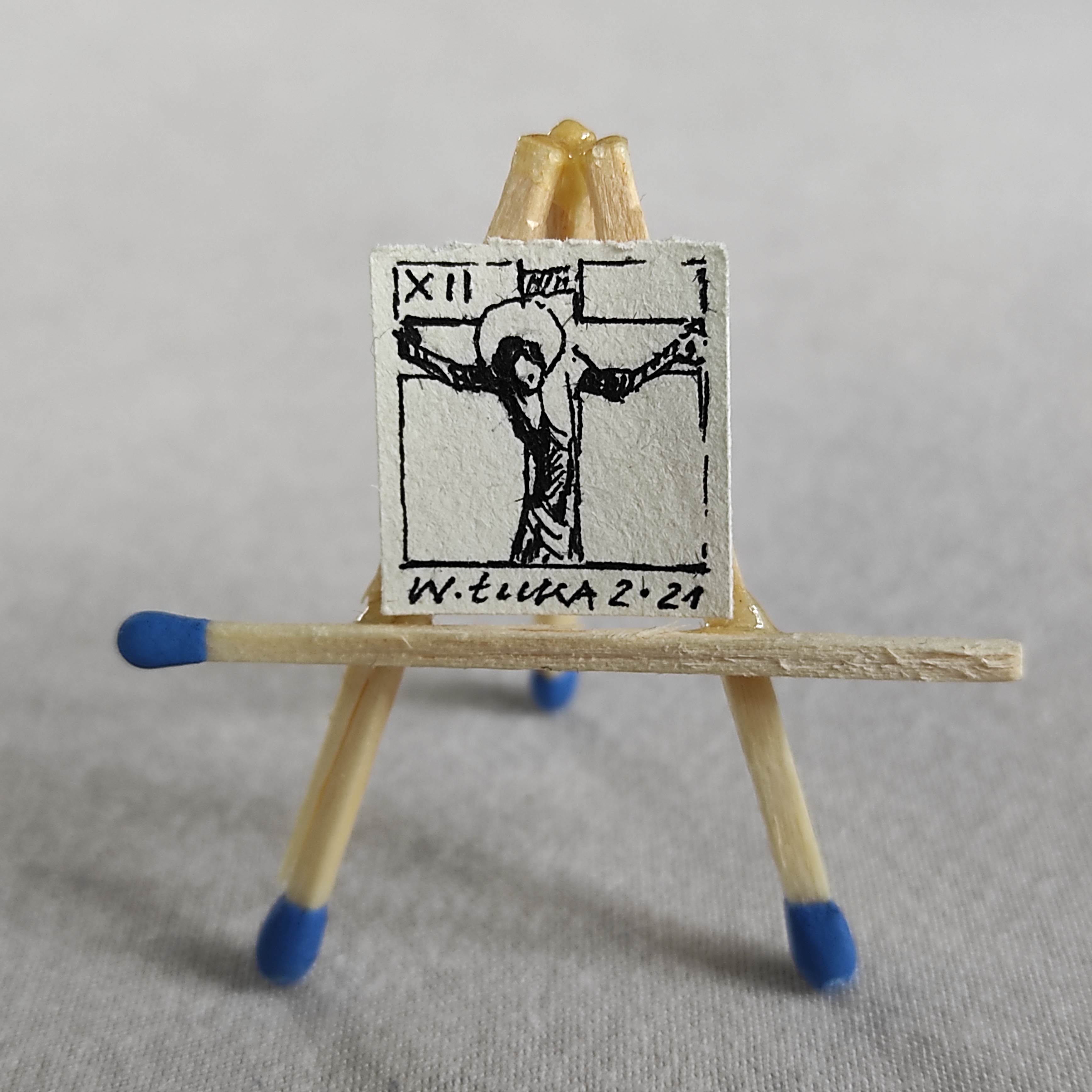
Dotzena estació 15 x 15 mm
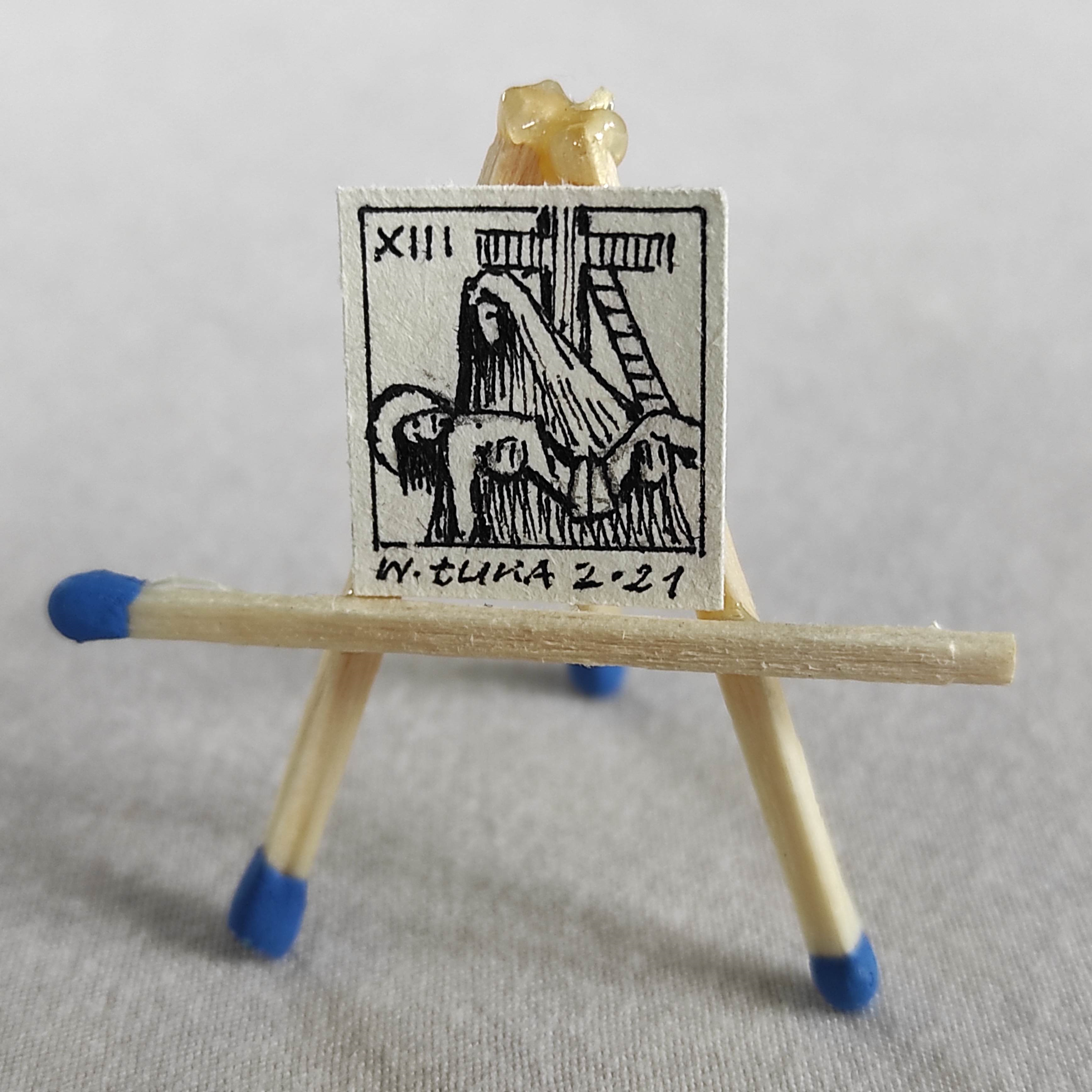
Tretzena estació 15 x 15 mm
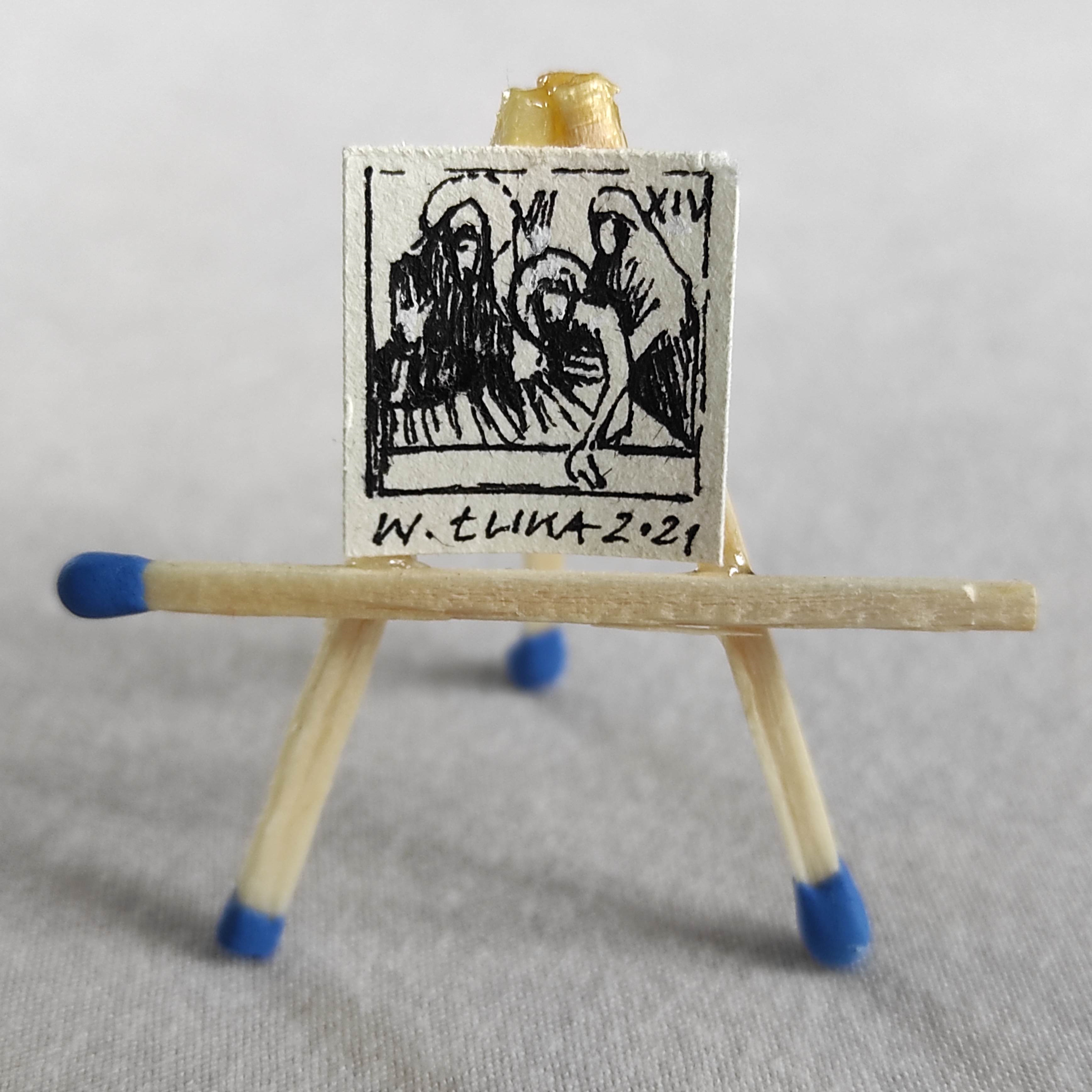
Catorzena estació 15 x 15 mm

### L'Exposició temporal
El museu acull també exhibicions temporals:
- 1 de febrer - 31 de març de 2014,[24] 3 de juny de 2017 - Emilia Gąsienica-Setlak - pintura[25]
- 1 de març - 30 d'abril de 2014 - Dr Agata Ruman - pintura[26][27]
- 1 de juliol - 31 d'agost de 2015 - Dr Jan Rzymełka - col·lecció d'àgates[4]
- 13 de novembre de 2016 - Michał Banert - pintura i impressions[25]
- 1 de juliol de 2017 - Dariusz Fluder - escultura[25]